# Дэр, Дуглас
Дуглас Дэр (англ. Douglas Dare; род. 6 июня 1990) — английский автор-исполнитель, аккомпанирующий себе на фортепиано.

## Биография
Вырос в городке Бридпорт в семье преподавательницы фортепиано, учился в Ливерпульском институте исполнительских искусств. Будучи студентом, в 2008 году начал сочинять собственные песни. В 2013 году выпустил дебютный мини-альбом Seven Hours на студии Erased Tapes Records, в том же году участвовал в европейском туре Оулавюра Арнальдса. В 2014 году последовали первый альбом Whelm (при участии ударника Фабиана Принна, выступившего также как аудиоинженер и продюсер) и участие в североамериканском турне Нильса Фрама. В 2016 году вышел второй альбом Aforger, написанный Дэром на собственные тексты.
Критика сравнивала песни Дэра с балладами Элтона Джона, а манеру исполнения — с такими музыкантами, как Том Йорк и Джеймс Блейк.